# Aoraki/Mount Cook
Der Aoraki/Mount Cook, häufig nur Mount Cook, ist Teil der Neuseeländischen Alpen und der höchste Berg Neuseelands.

## Geographie
Der 3724 m hohe Aoraki/Mount Cook befindet sich rund 35 km nördlich des Gletschersees Lake Pukaki und rund 34 km südöstlich der Westküste der Südinsel Neuseelands, im Mackenzie District der Region Canterbury. Rund 5 km östlich des Gipfels dehnt sich der Haupapa/Tasman Glacier nach Süden aus und südlich des Berges der Hooker Glacier.
Der Aoraki/Mount Cook ist Teil des Mount Cook National Park, der 1953 eingerichtet wurde und mit einer Größe von 707 km² 19 Gipfel über 3000 m beheimatet. 40 Prozent des Parks sind vergletschert. Zu den bekanntesten Gletschern in dem Gebiet zählt der 27 km lange Haupapa / Tasman Glacier.

## Geschichte
Der Berg ist nach dem britischen Entdecker James Cook benannt. Er erhielt diesen Namen, als die Gegend 1851 von Captain Stokes kartographiert wurde. Er benannte den Berg nach Kapitän Cook, der 1769 zusammen mit der Schiffsbesatzung als erster Europäer die neuseeländischen Inseln umfahren und sie für Großbritannien eingenommen hatte. Der maorische Ausdruck Aorangi, beziehungsweise nach Ngāi-Tahu-Dialekt Aoraki, ist der Name einer Person des Ngāi-Tahu-Stammes. Eine frühe Bezeichnung der Südinsel war „Aorakis Waka“. Im Sprachenstreit, der bei der Benennung vieler neuseeländischer Orte eine Rolle spielt, hat man sich auf den Kompromiss geeinigt, den Berg offiziell „Aoraki/Mount Cook“ zu nennen.
Der Aoraki/Mount Cook verlor am frühen Morgen des 14. Dezember 1991 zehn Meter an Höhe, als zwischen 12 und 14 Millionen Kubikmeter Eis- und Felsmassen in einem Felssturz vom Gipfel über das Eisfeld der Ostseite ins Tal rutschten, um erst im Eisfeld des Haupapa/Tasman Glacier stillzustehen. Die Sturzmasse bewegte sich mit einer Durchschnittsgeschwindigkeit von 200 km/h über eine Strecke von 7,5 Kilometer. Sie richtete keine Schäden an; eine sich auf den Aufstieg vorbereitende Gruppe Bergsteiger war zu dem Zeitpunkt weniger als 300 Meter von der Stelle entfernt. Das Ereignis verursachte ein Beben der Stärke 3,9 auf der Richterskala.
Durch neue Vermessungen mittels GPS stellten Wissenschaftler der University of Otago im November 2013 fest, dass die Höhe des Berges nicht, wie zu der Zeit offiziell dokumentiert, 3754 m, sondern 3724 m misst.

## Besteigungen und Todesfälle

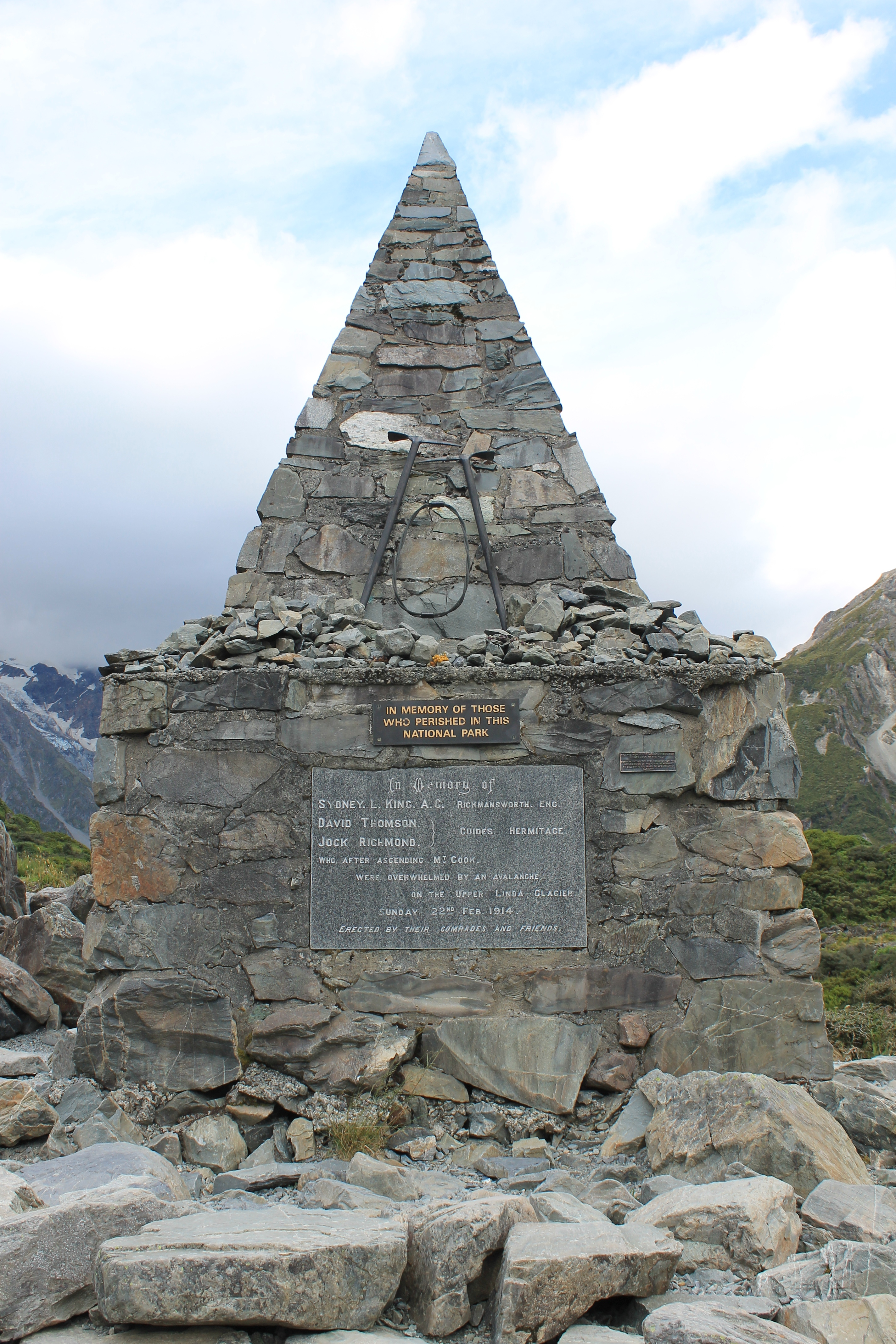
Das Alpine Memorial im Mount Cook National Park

- 1881 – erster Versuch einer Besteigung durch den irischen Geistlichen W. S. Green und zwei Schweizer Bergführer[7]
- 1889 – eine Gruppe um G. E. Green kommt auf Greens Route bis auf 60 m an den Gipfel heran[7]
- 1894 – am 25. Dezember gelingt den drei neuseeländischen Bergsteigern Jack Clarke, Tom Fyfe und George Graham der Aufstieg zum Gipfel über die Westwand und den Nordgrat[8][9]
- 1895 – dem Schweizer Matthias Zurbriggen gelingt die erste Alleinbesteigung des Berges
- 1910 – am 3. Dezember schafft die Australierin Freda Du Faur als erste Frau die Besteigung[10]
- 1912 – George Bannister erreicht als erster Māori den Gipfel
- 1913 – Freda Du Faur und die Bergführer Peter und Alex Graham besteigen die Traverse aller drei Gipfel
- 1916 – die Traverse wird von Conrad Kain als Bergführer der 57 Jahre alten Jane Thomson erneut durchgeführt
- 1948 – der spätere neuseeländische Nationalheld Edmund Hillary besteigt den Berg[8]

Der Mount Cook National Park ist das Berggebiet mit den meisten Bergsteiger-Todesfällen in Neuseeland. Mit dem Tod zweier Deutscher und eines Australiers im Januar 2015 stieg die Gesamtzahl auf 238, wobei etwa 60 Bergsteiger nicht gefunden werden konnten und als vermisst gelten. Zum Gedenken an verunglückte Bergsteiger wurde das Alpine Memorial im Nationalpark errichtet, an dessen Sockel sich Erinnerungsplaketten für einige der Opfer befinden.

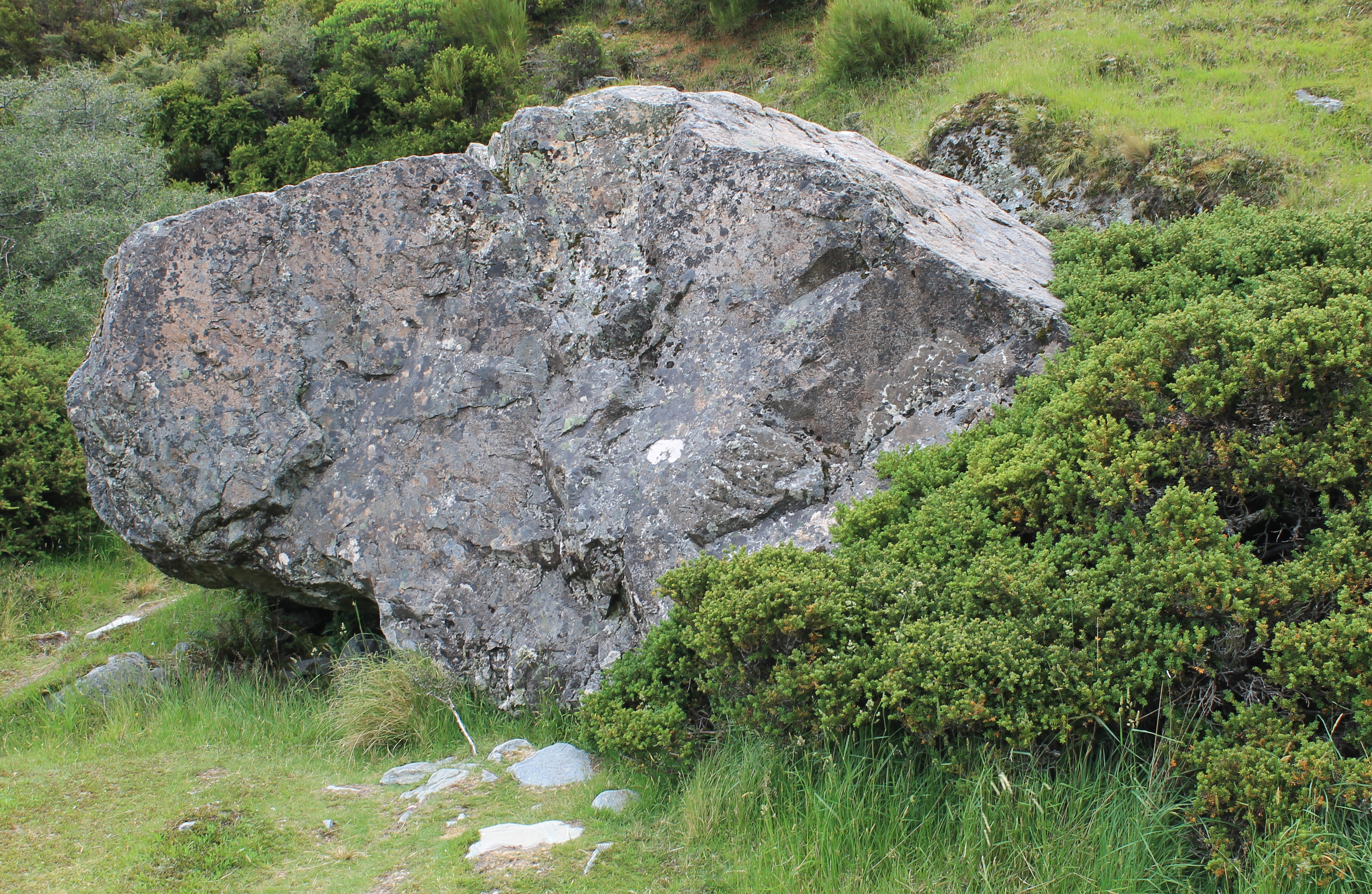
Freda Du Faur Rock
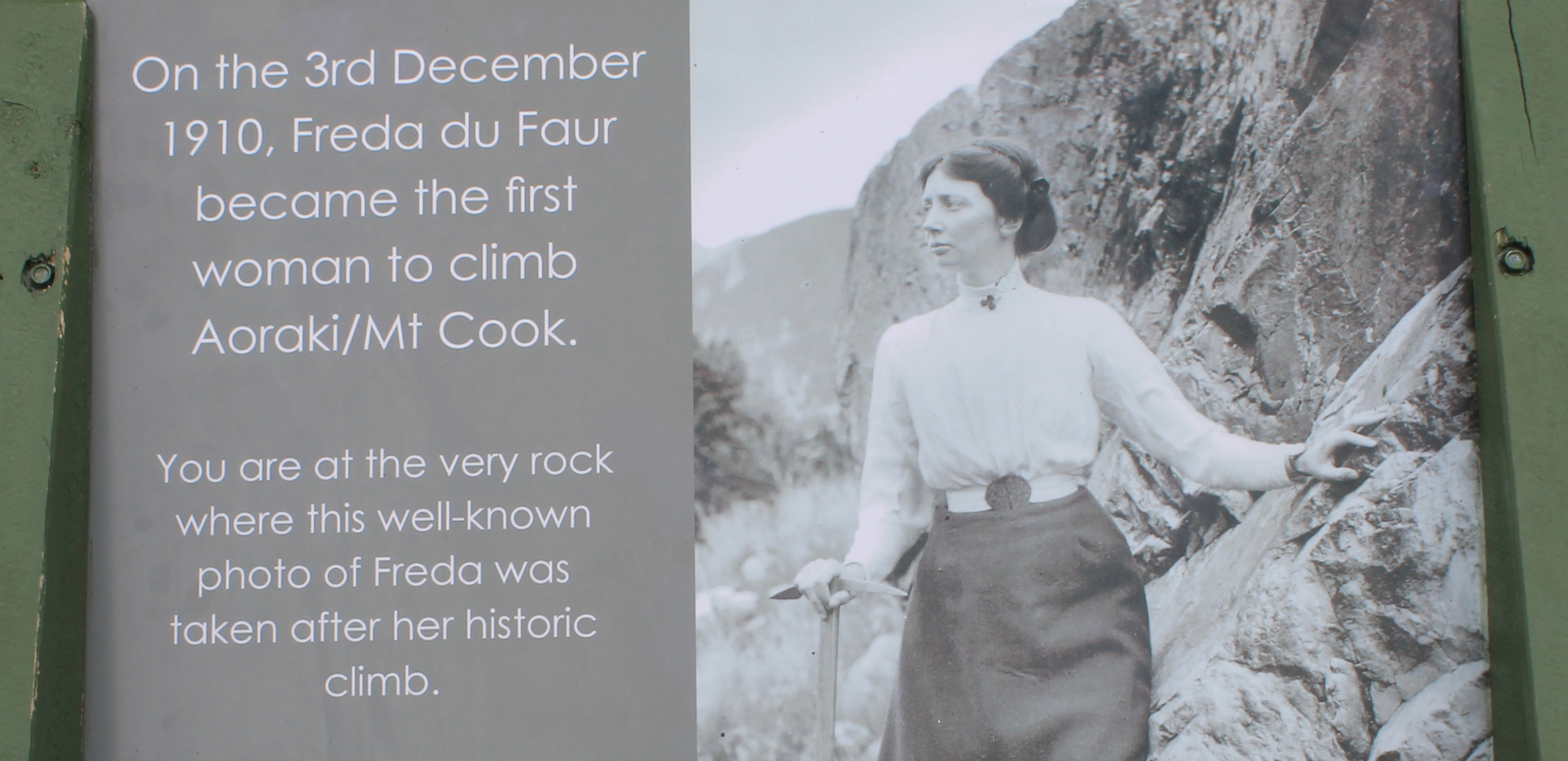
Inschrift am Felsen
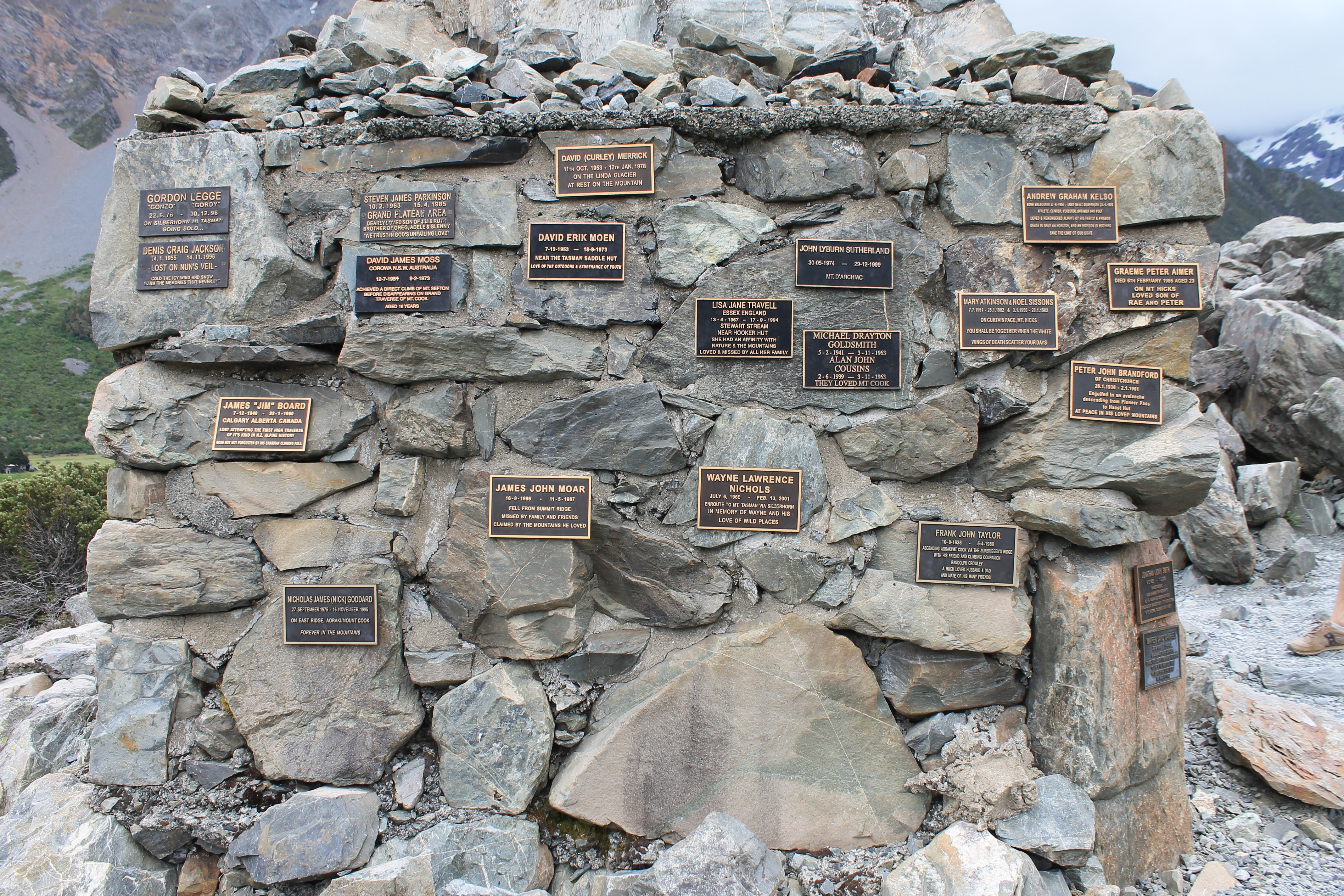
Plaketten am …
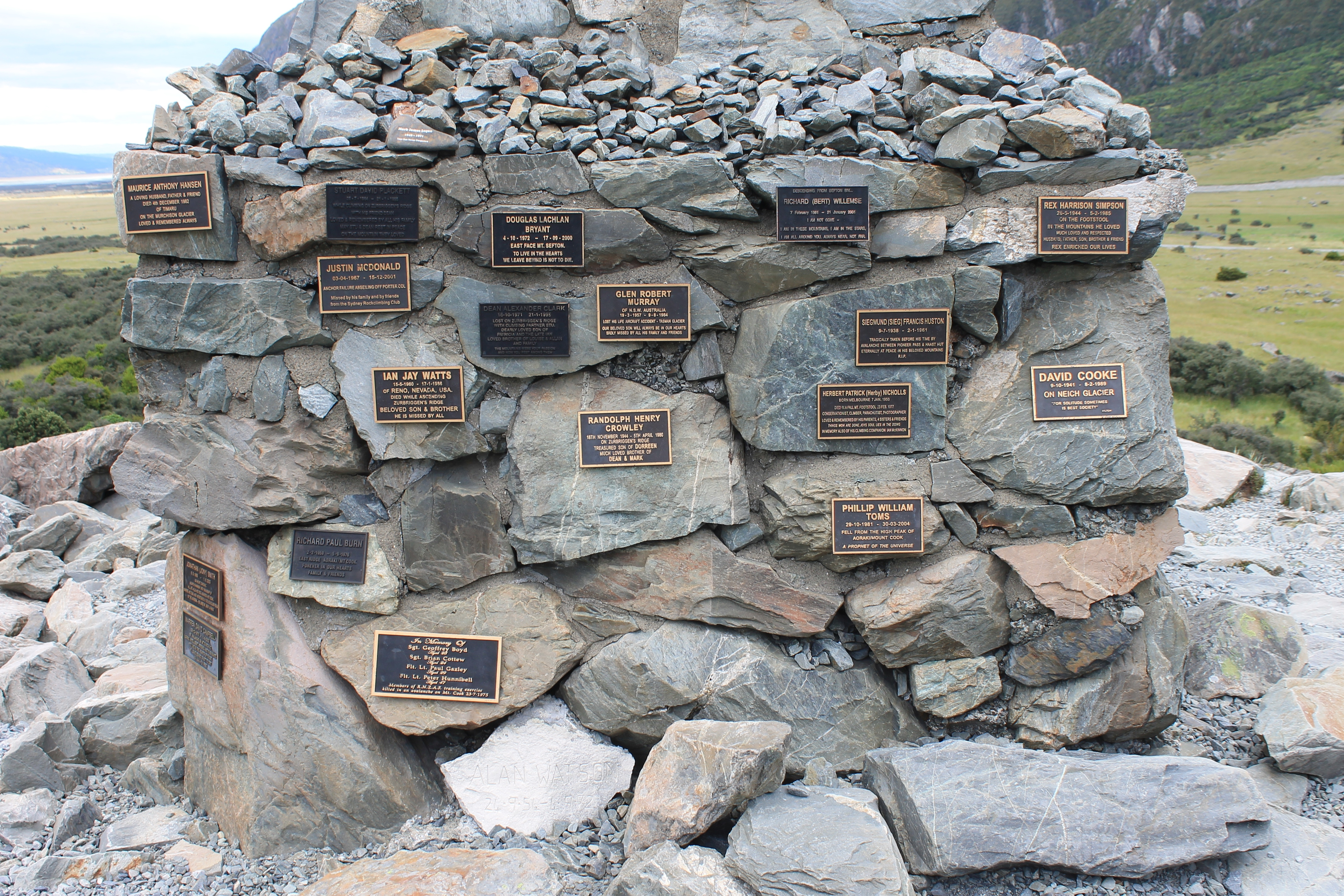
… Alpine Memorial

## Wichtige Aufstiegsrouten
Der Aoraki/Mount Cook ist bereits auf weit über zwanzig Routen von allen Seiten bestiegen worden, die wichtigsten Anstiege heute sind:
- Linda Glacier: Die (leichteste) „Standardroute“ führt vom Haupapa/Tasman Glacier (Plateau Hut, eine Selbstversorgerhütte, zehn Stunden vom kleinen Ort Aoraki/Mount Cook entfernt) oder per Flugzeug über den Linda Glacier auf die Linda Shelfs und die Summit Rocks zum Gipfel (Dauer: mindestens drei Tage). Abhängig vom Wetter sollte man für diese Route mindestens sieben bis zehn Tage einplanen. Schwierigkeit: AD (Französische Skala), Fels bis III (UIAA), Firn bis 45°. Beste Zeit (Wetter): Später Sommer (Januar/Februar)
- Zurbriggen Ridge: Statt des Aufstiegs über den Linda Glacier direkt (50–55° Eis) zum Linda Shelf und ab da auf dem Normalweg weiter. Schwierigkeit: AD+. Beste Zeit: November bis Januar
- East Ridge: Sehr langer Aufstieg über den Ostgrat, üblicherweise mit Biwak. 45–50° Eis, Abstieg über Linda Glacier. Schwierigkeit: D[8]

## Trivia

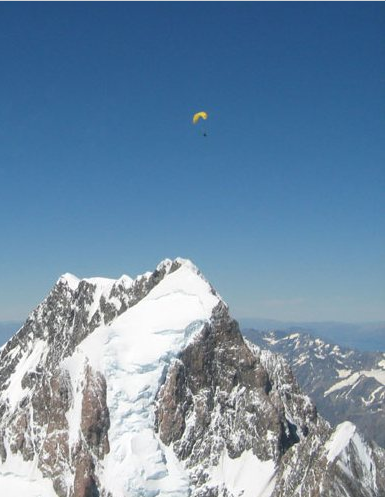
Überflug des Mount Cook durch Gerhard Mayr

Am 16. Januar 2008 überflog der Konstanzer Gerhard Mayr als erster den Berg mit einem Motorgleitschirm und brachte sich kurzzeitig wegen ausbleibenden Windes in Gefahr.

## Asteroid Aoraki
Am 28. Mai 1991 wurde der Asteroid (3810) Aoraki nach dem Berg benannt.